# Central Compact Objects in Supernova Remnants
Central Compact Objects in Supernova Remnants, kurz CCO, sind punktförmige Quellen von Röntgenstrahlung nahe den Zentren von Supernovaüberresten. Es handelt sich wahrscheinlich um junge Neutronensterne mit einem ungewöhnlichen schwachen Magnetfeld, die durch eine Kernkollapssupernova vor einigen tausend Jahren entstanden sind.

## Eigenschaften
Die Röntgenspektren der Central Compact Objects in Supernova Remnants zeigen eine Schwarzkörpertemperatur von 0,2 bis 0,5 keV bei einer Leuchtkraft von 1033 bis 1034 erg/s. Der daraus abgeleitete Durchmesser der Strahlenquelle liegt bei 0,3 bis 3 km, wenn die Röntgenstrahlung als thermische Strahlung interpretiert wird. Dieser Wert ist erheblich kleiner als der typische Durchmesser eines Neutronensterns, der in einer Kernkollapssupernova geboren wird, mit einem Wert von um die 20 Kilometer. Wird angenommen, dass die Atmosphäre der Neutronensterne aufgrund eines vorangegangenen Akkretionsereignisses überwiegend aus Kohlenstoff besteht ergibt sich ein Radius von 10 bis 12 km. Die Energieverteilung der Röntgenstrahlung kann durch eine Atmosphäre aus Kohlenstoff interpretiert werden. Im Fall von Cassiopeia A konnte ein überraschend schneller Temperaturabfall von einem bis zwei Prozent innerhalb von nur 10 Jahren beobachtet werden.
Die Position der CCOs liegt nahe den Zentren von Supernovaüberresten und die Neutronensterne konnten weder im Bereich der Radiostrahlung noch der Gammastrahlung nachgewiesen werden. Sie liegen auch nicht innerhalb von Pulsarwind-Nebeln, bei denen ein Pulsar mit hochenergetischer Partikelstrahlung Energie in den Supernovaüberrest transportiert. Deshalb wird ausgeschlossen, dass es sich bei den CCOs um Pulsare handelt, deren Strahlungskegel nicht in Richtung der Erde ausgerichtet ist. Aus der Expansionsgeschwindigkeit der Nebel wird das Alter der Supernovaübereste mit einem kompakten zentralen Objekt auf einige tausend Jahre geschätzt mit einer Obergrenze von 20.000 Jahren.
Bei einigen CCOs konnte die Rotationsperiode aus einer periodischen Veränderlichkeit der Röntgenstrahlung bestimmt werden und liegt bei Werten um 0,1 s. Diese Werte dürften nahe den Ursprungswerten bei der Geburt der Neutronensterne liegen. Die Periodenverlängerung ist gering und im Gegensatz zu den Pulsaren kann die abgestrahlte Energie nicht aus der Abnahme der Rotationsgeschwindigkeit entstehen. Die abgeleitete magnetische Flussdichte von um die 1011 Gauß liegt um Größenordnungen unterhalb der von normalen Pulsaren. Wegen der geringen Magnetfelddichte werden die CCOs auch als Anti-Magnetare bezeichnet. Die Magnetfelddichte übersteigt zwar die Werte bei Millisekundenpulsaren, die aber deutlich schneller rotieren. Dies bestätigt die Vermutung, dass der Pulsarmechanismus bei CCOs nicht aktiv ist. Die Amplitude der gepulsten Strahlung erreicht bis zu 64 Prozent im Fall von PSR J1852+0040 und dürfte durch eine unterschiedliche Temperaturverteilung (hot spots) auf der Oberfläche der Neutronensterne verursacht werden. Das aus der Verlangsamung der Rotation berechnete charakteristische Alter liegt um Größenordnungen oberhalb des Alters abgeleitet aus der Expansionsgeschwindigkeit des Supernovaüberrests. Es wird daher vermutet, dass die CCOs mit ihrer jetzigen Dichte des Magnetfelds bereits geboren wurden.

## Entstehung und Entwicklung
Central Compact Objects in Supernova Remnants werden in Kernkollaps-Supernovae geboren und sind jung mit einem Alter zwischen einigen hundert bis tausend Jahren. Bei den Supernovaüberresten innerhalb von 5.000 Parsec in dem Altersbereich bis zu 15.000 Jahren sind 14 Pulsare, 5 CCOs und ein ungewöhnlicher Röntgenpulsar gefunden worden. Die CCOs sind daher ein häufiges Ergebnis der Explosion eines massereichen Sterns nach dem Erschöpfen seiner zentralen Energieressourcen. Allerdings ist die geringe magnetische Flussdichte nur schwer als das Ergebnis einer Supernovaexplosion zu interpretieren. Eine Hypothese ist daher, dass auf den Neutronenstern zurückgefallenes Plasma das Magnetfeld in der Kruste temporär begraben hat. Daher ist es denkbar, dass das Magnetfeld durch Diffusion wieder an die Oberfläche gelangt. Nach einigen 10.000 Jahren könnten die für Pulsare typischen magnetischen Flussdichten erreicht werden, und der Neutronenstern erscheint wieder als eine pulsierende Radioquelle. Das unterschiedliche Erscheinungsbild der CCOs ist daher wahrscheinlich eine Folge einer unterschiedlichen Geometrie des wieder an die Sternoberfläche gelangten Magnetfeldes.

## Beispiele
Central Compact Objects in Supernova Remnants sind in den folgenden Supernovaüberresten identifiziert worden:
- Cassiopeia A
- Puppis A
- RCW103
- Kes79